# Fu Shan Hai
Die Fu Shan Hai war ein chinesischer Massengutfrachter, der am 31. Mai 2003 nach der Kollision mit dem zypriotischen Feederschiff Gdynia im Bornholmsgat gesunken ist.

## Die Schiffe
Die Fu Shan Hai (Schiffsdaten gemäß Infobox) war am 30. Mai 2003 von Ventspils ausgelaufen und mit 66.000 t Dünger auf dem Weg nach China.
Die Gdynia (IMO 9213911) war ein 3.930 BRZ großes Feederschiff, das 2000 auf der Danziger Nordwerft gebaut wurde. Es war 100,6 m lang, 16,6 m breit und hatte einen Tiefgang von 6,36 m. Angetrieben wurde das Schiff von einem Schiffsdieselmotor, der mit 3.840 kW eine Geschwindigkeit von 15 Knoten ermöglichte. Die Gdynia fuhr für die Euroafrica Shipping Lines of Poland, war jedoch in Limassol registriert. Am Unglückstag war das Schiff auf der Reise von Gdynia nach Kingston upon Hull.

## Kollision
Am 31. Mai 2003 war die Fu Shan Hai etwa 4 Seemeilen (sm) nördlich von Hammerodde Fyr und fuhr mit südwestlichem Kurs. Bei klarem Wetter wurde die Gdynia um 11:45 in einem Abstand von 7 sm und mit einem annähernden Kurs beobachtet. Um 12:00 reduzierte die Gdynia bei einem Abstand von 4 sm die Geschwindigkeit und änderte 9 Minuten später den Kurs nach Steuerbord, mit der Absicht, die Fu Shan Hai achtern zu passieren. In Wirklichkeit war sie jetzt aber auf Kollisionskurs. Die Fu Shan Hai gab ab 12:10 Warnsignale mit dem Typhon und stoppte anschließend die Maschine, nachdem sie von der Gdynia keine Antwort bekam. Um 12:18 traf die Gdynia mit ihrem eisverstärkten Bug die Backbordseite der Fu Shan Hai, rechtwinklig zwischen den Laderäumen 1 und 2.
| \| Wrackposition \| |
| Wrackposition       |

Nach der Kollision versuchte die Fu Shan Hai flache Gewässer zu erreichen, aber das Schiff war nicht mehr steuerfähig. Das Wasser strömte durch das Leck und der Bug begann zu sinken. Um 12:37 sendete die Fu Shan Hai Mayday und brachte die Rettungsboote zu Wasser. Die Besatzung verließ das Schiff um 13:50 und um 20:49 war die Fu Shan Hai endgültig gesunken.
Die Gdynia kehrte mit Schäden am Bug in den Hafen zurück und traf am 1. Juni wieder in Gdynia ein.

## Untersuchung
Die dänische Untersuchungsabteilung für Seeunfälle, vergleichbar mit der deutschen Bundesstelle für Seeunfalluntersuchung, stellte fest, dass der wachhabende 2. Offizier der Gdynia nicht die erforderlichen Maßnahmen ergriffen hatte, um die Kollision zu vermeiden. Dem Kapitän der Fu Shan Hai wurde angelastet, nicht den Kurs geändert oder die Maschine auf zurück geordert zu haben. Beide Schiffe haben nicht den Not- und Anrufkanal genutzt, um sich über ihre Absichten zu informieren.
Bei der Verhandlung am 12. Dezember 2005 in Rønne wurde bestimmt, dass ausschließlich das Verhalten der Gdynia ursächlich für die Kollision war und deren Eigner einen Schadenersatz in Höhe von insgesamt 107 Millionen Schwedische Kronen (etwa 10,4 Mio. Euro) zu zahlen haben.

## Folgen
Das Wrack der Fu Shan Hai liegt auf einer Wassertiefe von 69 Metern. Aufgrund der Gefahren durch den giftigen Dünger durfte das Schiff bis zum Frühjahr 2007 nicht betaucht werden. Schlimmer waren die Folgen der Ölverschmutzung. Die Fu Shan Hai hatte 1672 t Schweröl und 110 t Dieselkraftstoff an Bord. An der Beseitigung der Schäden waren auch die deutschen Bekämpfungsschiffe Vilm und Scharhörn sowie ein Überwachungsflugzeug des Typs Dornier 228 beteiligt.